# Cake Bash
『Cake Bash』（ケーキバッシュ）は、イギリスのインディーゲームスタジオHigh Tea Frogが開発しCoatsinkより2020年10月15日に発売されたコンピュータパーティーゲーム。
プレイヤーは洋菓子店で販売されるケーキとなり、他のプレイヤーと様々な競争を行って得たコインでトッピングを購入して体に施し、最終的に客に購入してもらうことを目指す。

## システム
対戦は4体のキャラクター同士で行い、人間のプレイヤーだけでなくコンピュータを入れることもできる。
メインモードの「おいしくなぁれ！（Get Tasty）」ではミニゲームの対戦を4回続けて行う。各ミニゲームの開始前にランダムで2種類のミニゲームが提示され、4人のプレイヤーの投票により遊ぶゲームを決定する。対戦中には他のプレイヤーに近接攻撃を加えて気絶させることができる。ミニゲームが終了すると、結果に応じた枚数のコインが各プレイヤーに与えられる。
ミニゲームの合間には、コインでトッピングを購入するパートが挿入される。販売されるトッピングは、安価だが種類がランダムなものと、高価だが確実に手に入るものがある。
全てのミニゲームの終了後、各プレイヤーが持つトッピングが点数に変換されて加点（物によっては減点）が行われ、合計点数が高いほうから順位付けされる。

## 開発
開発元のHigh Tea Frogはユービーアイソフトから独立したクリエイターたちにより設立されたスタジオで、本作が最初のリリース作品となる。開発メンバーはユービーアイソフト時代の最後の数年間に『Grow Home』のようなゲームを小規模なチームで制作しており、その時のチームワークが非常にうまくいったことから、自分たちだけで挑戦する価値があるかもしれないと考え、独立の決断に至った。
本作は、ゲームに不慣れな人を含め誰もが楽しめるようにしたいというコンセプトで制作されている。これは1990年代のマリオパーティシリーズやポケモンスタジアムシリーズから影響を受けており、たとえ負けても楽しい、シナリオとキャラクターが楽しいということや、練習すれば常に上達する可能性を秘めていることを要素として挙げている。